# Lední hokej na Zimních olympijských hrách 2018 – kvalifikace ženy
Kvalifikace na olympijský turnaj v ledním hokeji žen 2018 rozhodla o účastnících olympijského turnaje. Jižní Korea jako hostitel měla účast zajištěnou předem, 5 týmů bylo nasazeno přímo do hlavní fáze olympijského turnaje. O zbylá 2 místa zajišťující účast na finálovém turnaji se utkalo celkem 22 zemí a probojovaly se do něj celky Švýcarska a Japonska.

## Kvalifikované týmy
| Událost | Termín                            | Místo     | Počet míst | Kvalifikováni                   |
| --- | --------------------------------- | --------- | ---------- | ------------------------------- |
| Hostitel | 19. září 2014                     | Tenerife  | 1          | Jižní Korea                     |
| Žebříček IIHF 2016, zahrnující výsledky z následujících akcí: Mistrovství světa v ledním hokeji žen 2013 Lední hokej na Zimních olympijských hrách 2014 Mistrovství světa v ledním hokeji žen 2014 Mistrovství světa v ledním hokeji žen 2015 Mistrovství světa v ledním hokeji žen 2016 | 7. prosince 2012 – 10. dubna 2016 | Kamloops  | 5          | Kanada USA Finsko Rusko Švédsko |
| Závěrečný kvalifikační turnaj | 9.–12. února 2017                 | Arosa     | 1          | Švýcarsko                       |
| Závěrečný kvalifikační turnaj | 9.–12. února 2017                 | Tomakomai | 1          | Japonsko                        |
| CELKEM |                                   |           | 8          |                                 |

^Kamloops bylo místem konání MS 2016, tedy události, ve které bylo rozhodnuto o nasazení, resp. přímém postupu na OH.

## Přímý postup na OH
Aby se země přímo kvalifikovala na olympijský turnaj bez nutnosti hrát kvalifikaci, musela se v žebříčku IIHF vydaném po MS 2016 umístit mezi nejlepšími 5 týmy. Poslední mistrovství mělo bodovou váhu 100%, zatímco každý předchozí rok měl hodnotu o 25% nižší.
Následující žebříček je aktuální ke dni skončení MS 2016.
| 1–5   | Přímo kvalifikováni na OH 2018                          |
| 6–11  | Účastnili se kvalifikace od závěrečných turnajů         |
| 12–17 | Účastnili se kvalifikace od třetího kvalifikačního kola |
| 18–24 | Účastnili se kvalifikace od druhého kvalifikačního kola |
| 25–27 | Účastnili se kvalifikace od prvního kvalifikačního kola |
|       | Neúčastnili se kvalifikace                              |

| Pořadí   | Tým            | MS 2016 | MS 2015 | MS 2014 | OL 2014 | MS 2013 | Celkem |
| -------- | -------------- | ------- | ------- | ------- | ------- | ------- | ------ |
| 1        | USA            | 1200    | 900     | 580     | 580     | 300     | 3560   |
| 2        | Kanada         | 1160    | 870     | 600     | 600     | 290     | 3520   |
| 3        | Finsko         | 1100    | 840     | 530     | 530     | 275     | 3275   |
| 4        | Rusko          | 1120    | 825     | 520     | 520     | 280     | 3265   |
| 5        | Švédsko        | 1060    | 795     | 550     | 550     | 255     | 3210   |
| 6        | Švýcarsko      | 1020    | 780     | 560     | 560     | 260     | 3180   |
| 7        | Japonsko       | 1000    | 765     | 500     | 500     | 240     | 3005   |
| 8        | Německo        | 960     | 750     | 510     | 510     | 265     | 2995   |
| 9        | Česko          | 1040    | 720     | 480     | 480     | 250     | 2970   |
| 10       | Dánsko         | 900     | 675     | 460     | 470     | 235     | 2740   |
| 11       | Rakousko       | 920     | 705     | 440     | 420     | 225     | 2710   |
| 12       | Francie        | 940     | 690     | 450     | 410     | 210     | 2700   |
| 13       | Norsko         | 880     | 660     | 470     | 460     | 220     | 2690   |
| 14       | Slovensko      | 860     | 630     | 430     | 440     | 230     | 2590   |
| 15       | Lotyšsko       | 820     | 645     | 420     | 370     | 215     | 2470   |
| 16       | Čína           | 760     | 600     | 410     | 450     | 195     | 2415   |
| 17       | Maďarsko       | 840     | 585     | 400     | 360     | 180     | 2365   |
| 18       | Kazachstán     | 800     | 540     | 370     | 430     | 190     | 2330   |
| 19       | Nizozemsko     | 740     | 615     | 390     | 380     | 205     | 2330   |
| 20       | Itálie         | 780     | 570     | 360     | 400     | 175     | 2285   |
| 21       | Velká Británie | 680     | 525     | 350     | 390     | 185     | 2130   |
| 22       | Polsko         | 720     | 495     | 340     | 350     | 160     | 2065   |
| Hostitel | Jižní Korea    | 700     | 510     | 330     | 320     | 150     | 2010   |
| 23       | Slovinsko      | 640     | 450     | 290     | 340     | 155     | 1875   |
| 24       | Chorvatsko     | 620     | 480     | 300     | 310     | 140     | 1850   |
| 25       | Severní Korea  | 660     | 555     | 380     | 0       | 200     | 1795   |
| 26       | Španělsko      | 580     | 420     | 280     | 330     | 145     | 1755   |
| 27       | Austrálie      | 600     | 390     | 310     | 0       | 170     | 1470   |
| 28       | Nový Zéland    | 520     | 465     | 320     | 0       | 165     | 1470   |
| 29       | Island         | 560     | 405     | 270     | 0       | 135     | 1370   |
| 30       | Turecko        | 500     | 360     | 250     | 0       | 120     | 1230   |
| 31       | Mexiko         | 540     | 435     | 240     | 0       | 0       | 1215   |
| 32       | JAR            | 440     | 330     | 230     | 0       | 125     | 1125   |
| 33       | Bulharsko      | 420     | 315     | 220     | 0       | 115     | 1070   |
| 34       | Hongkong       | 460     | 345     | 210     | 0       | 0       | 1015   |
| 35       | Belgie         | 0       | 375     | 260     | 0       | 130     | 765    |
| 36       | Rumunsko       | 480     | 0       | 0       | 0       | 0       | 480    |

- Irsko není uvedeno, přestože získalo body do žebříčku. V současnosti se totiž neúčastní oficiálních zápasů.

## První kvalifikační kolo
První kvalifikační kolo se odehrálo 7.–9. října 2016 v Mexico City. Vítěz postoupil do druhého kvalifikačního kola jako kvalifikované družstvo číslo 7. 

### Skupina J
| Tým      | Z | V | VP | PP | P | GV | GI | +/- | B |
| -------- | - | - | -- | -- | - | -- | -- | --- | - |
| Mexiko   | 2 | 2 | 0  | 0  | 0 | 24 | 5  | +19 | 6 |
| Turecko  | 2 | 1 | 0  | 0  | 1 | 13 | 13 | 0   | 3 |
| Hongkong | 2 | 0 | 0  | 0  | 2 | 2  | 21 | −19 | 0 |

Všechny časy jsou místní (UTC−5).
| 7. říjen 2016 20:30 | Hongkong | 2:8 | Turecko | Ice Dome, Mexico City |  |

| 8. říjen 2016 20:00 | Mexiko | 13:0 | Hongkong | Ice Dome, Mexico City |  |

| 9. říjen 2016 19:00 | Turecko | 5:11 | Mexiko | Ice Dome, Mexico City |  |

## Druhé kvalifikační kolo
Druhé kvalifikační kolo se odehrálo 3.–6. listopadu 2016 v kazašské Astaně a španělském San Sebastiánu. Vítězové postoupili do třetího kvalifikačního kola jako kvalifikovaná družstva číslo 5 a 6 dle jejich umístění v žebříčku IIHF.

### Skupina G
| Tým            | Z | V | VP | PP | P | GV | GI | +/- | B |
| -------------- | - | - | -- | -- | - | -- | -- | --- | - |
| Kazachstán     | 3 | 3 | 0  | 0  | 0 | 10 | 3  | +7  | 9 |
| Polsko         | 3 | 2 | 0  | 0  | 1 | 10 | 7  | +3  | 6 |
| Velká Británie | 3 | 1 | 0  | 0  | 2 | 7  | 9  | −2  | 3 |
| Mexiko         | 3 | 0 | 0  | 0  | 3 | 3  | 11 | −8  | 0 |

Všechny časy jsou místní (UTC+6).
| 3. listopad 2016 15:00 | Velká Británie | 3:2 | Mexiko | Barys Arena, Astana |  |

| 3. listopad 2016 19:00 | Polsko | 1:4 | Kazachstán | Barys Arena, Astana |  |

| 4. listopad 2016 15:00 | Velká Británie | 3:4 | Polsko | Barys Arena, Astana |  |

| 4. listopad 2016 19:00 | Kazachstán | 3:1 | Mexiko | Barys Arena, Astana |  |

| 6. listopad 2016 12:00 | Mexiko | 0:5 | Polsko | Barys Arena, Astana |  |

| 6. listopad 2016 16:00 | Kazachstán | 3:1 | Velká Británie | Barys Arena, Astana |  |

### Skupina H
| Tým        | Z | V | VP | PP | P | GV | GI | +/- | B |
| ---------- | - | - | -- | -- | - | -- | -- | --- | - |
| Itálie     | 3 | 2 | 1  | 0  | 0 | 16 | 3  | +13 | 8 |
| Nizozemsko | 3 | 2 | 0  | 2  | 0 | 11 | 2  | +9  | 7 |
| Španělsko  | 3 | 1 | 0  | 0  | 2 | 7  | 14 | −7  | 3 |
| Slovinsko  | 3 | 0 | 0  | 0  | 3 | 2  | 17 | −15 | 0 |

Všechny časy jsou místní (UTC+1).
| 4. listopad 2016 16:30 | Slovinsko | 1:14 | Nizozemsko | Palacio del Hielo Txuri Urdin, San Sebastián |  |

| 4. listopad 2016 20:00 | Itálie | 2:0 | Španělsko | Palacio del Hielo Txuri Urdin, San Sebastián |  |

| 5. listopad 2016 16:30 | Itálie | 8:1 | Slovinsko | Palacio del Hielo Txuri Urdin, San Sebastián |  |

| 5. listopad 2016 20:00 | Nizozemsko | 2:0 | Španělsko | Palacio del Hielo Txuri Urdin, San Sebastián |  |

| 6. listopad 2016 16:30 | Nizozemsko | 1:5 | Itálie | Palacio del Hielo Txuri Urdin, San Sebastián |  |

| 14. únor 2016 18:00 | Španělsko | 5:1 | Slovinsko | Palacio del Hielo Txuri Urdin, San Sebastián |  |

## Třetí kvalifikační kolo
Třetí kvalifikační kolo se odehrálo 15.−18. prosince 2016 ve francouzském Cergy-Pontoise a norském Stavangeru. Zápasy se hrály ve dvou skupinách systémem každý s každým. Vítězové postoupili do závěrečných kvalifikačních turnajů jako kvalifikovaná družstva číslo 3 a 4 dle jejich postavení v žebříčku IIHF.

### Skupina E
| Tým      | Z | V | VP | PP | P | GV | GI | +/- | B |
| -------- | - | - | -- | -- | - | -- | -- | --- | - |
| Francie  | 3 | 3 | 0  | 0  | 0 | 14 | 2  | +12 | 9 |
| Itálie   | 3 | 2 | 0  | 0  | 1 | 7  | 5  | +2  | 6 |
| Lotyšsko | 3 | 1 | 0  | 0  | 2 | 7  | 13 | −6  | 3 |
| Čína     | 3 | 0 | 0  | 0  | 3 | 2  | 10 | −8  | 0 |

Všechny časy jsou místní (UTC+1).
| 15. prosinec 2016 16:00 | Lotyšsko | 2:3 | Itálie | Aren'Ice, Cergy-Pontoise |  |

| 15. prosinec 2016 19:30 | Čína | 0:3 | Francie | Aren'Ice, Cergy-Pontoise |  |

| 16. prosinec 2016 15:00 | Lotyšsko | 4:2 | Čína | Aren'Ice, Cergy-Pontoise |  |

| 16. prosinec 2016 19:30 | Francie | 3:1 | Itálie | Aren'Ice, Cergy-Pontoise |  |

| 18. prosinec 2016 16:00 | Itálie | 3:0 | Čína | Aren'Ice, Cergy-Pontoise |  |

| 18. prosinec 2016 19:30 | Francie | 8:1 | Lotyšsko | Aren'Ice, Cergy-Pontoise |  |

### Skupina F
| Tým        | Z | V | VP | PP | P | GV | GI | +/- | B |
| ---------- | - | - | -- | -- | - | -- | -- | --- | - |
| Norsko     | 3 | 3 | 0  | 0  | 0 | 14 | 2  | +12 | 9 |
| Maďarsko   | 3 | 2 | 0  | 0  | 1 | 13 | 5  | +8  | 6 |
| Slovensko  | 3 | 1 | 0  | 0  | 2 | 4  | 14 | −10 | 3 |
| Kazachstán | 3 | 0 | 0  | 0  | 3 | 1  | 11 | −10 | 0 |

Všechny časy jsou místní (UTC+1).
| 16. prosinec 2016 15:00 | Slovensko | 3:0 | Kazachstán | DNB Arena, Stavanger |  |

| 16. prosinec 2016 18:30 | Maďarsko | 0:4 | Norsko | DNB Arena, Stavanger |  |

| 17. prosinec 2016 15:00 | Slovensko | 0:2 | Maďarsko | DNB Arena, Stavanger |  |

| 17. prosinec 2016 18:30 | Norsko | 5:0 | Kazachstán | DNB Arena, Stavanger |  |

| 18. prosinec 2016 14:30 | Kazachstán | 2:5 | Maďarsko | DNB Arena, Stavanger |  |

| 18. prosinec 2016 18:00 | Norsko | 6:2 | Slovensko | DNB Arena, Stavanger |  |

## Závěrečné kvalifikační turnaje
Závěrečné kvalifikační turnaje se odehrály 9.−12. února 2017 ve švýcarské Arose a japonském Tomakomai. Vítězové postoupili do skupiny B olympijského turnaje.

### Skupina C
| Tým       | Z | V | VP | PP | P | GV | GI | +/- | B |
| --------- | - | - | -- | -- | - | -- | -- | --- | - |
| Švýcarsko | 3 | 3 | 0  | 0  | 0 | 14 | 3  | +11 | 9 |
| Česko     | 3 | 2 | 0  | 0  | 1 | 10 | 7  | +3  | 6 |
| Norsko    | 3 | 1 | 0  | 0  | 2 | 6  | 10 | −4  | 3 |
| Dánsko    | 3 | 0 | 0  | 0  | 3 | 5  | 15 | −10 | 0 |

Všechny časy jsou místní (UTC+1).
| 9. únor 2017 16:00 | Dánsko | 1:6 | Švýcarsko | Sport- und Kongresszentrum, Arosa |  |

| 9. únor 2017 20:00 | Česko | 5:0 | Norsko | Sport- und Kongresszentrum, Arosa |  |

| 11. únor 2017 16:00 | Švýcarsko | 4:1 | Norsko | Sport- und Kongresszentrum, Arosa |  |

| 11. únor 2017 20:00 | Česko | 4:3 | Dánsko | Sport- und Kongresszentrum, Arosa |  |

| 12. únor 2017 16:00 | Švýcarsko | 4:1 | Česko | Sport- und Kongresszentrum, Arosa |  |

| 12. únor 2017 20:00 | Norsko | 5:1 | Dánsko | Sport- und Kongresszentrum, Arosa |  |

### Skupina D
| Tým      | Z | V | VP | PP | P | GV | GI | +/- | B |
| -------- | - | - | -- | -- | - | -- | -- | --- | - |
| Japonsko | 3 | 3 | 0  | 0  | 0 | 13 | 3  | +10 | 9 |
| Německo  | 3 | 1 | 1  | 0  | 1 | 8  | 6  | +2  | 5 |
| Francie  | 3 | 1 | 0  | 1  | 1 | 6  | 8  | −2  | 4 |
| Rakousko | 3 | 0 | 0  | 0  | 3 | 3  | 13 | −10 | 0 |

Všechny časy jsou místní (UTC+9).
| 9. únor 2017 14:30 | Německo | 3:2 SN | Francie | Hakucho Oji Ice Arena, Tomakomai |  |

| 9. únor 2017 18:00 | Rakousko | 1:6 | Japonsko | Hakucho Oji Ice Arena, Tomakomai |  |

| 11. únor 2017 14:30 | Německo | 4:1 | Rakousko | Hakucho Oji Ice Arena, Tomakomai |  |

| 11. únor 2017 18:00 | Japonsko | 4:1 | Francie | Hakucho Oji Ice Arena, Tomakomai |  |

| 12. únor 2017 14:30 | Francie | 3:1 | Rakousko | Hakucho Oji Ice Arena, Tomakomai |  |

| 12. únor 2017 18:00 | Japonsko | 3:1 | Německo | Hakucho Oji Ice Arena, Tomakomai |  |